# Sent Laurenç (Landes)
Sent Laurenç de Gòssa (en francès Saint-Laurent-de-Gosse) és un municipi francès situat al departament de les Landes i a la regió de la Nova Aquitània.

## Demografia
| 1962                                       | 1968 | 1975 | 1982 | 1990 | 1999 | 2007 |
| ------------------------------------------ | ---- | ---- | ---- | ---- | ---- | ---- |
| 407                                        | 414  | 384  | 385  | 420  | 482  | 504  |
| Des de 1962: població sense dobles comptes |      |      |      |      |      |      |

## Administració
| Període | Identitat | Partit        |
| ------- | --------- | ------------- |
| 2001-   | Guy Duces | Divers gauche |